# Argyresthia retinella
Argyresthia retinella là một loài bướm đêm thuộc họ Yponomeutidae. Nó được tìm thấy ở châu Âu, Nhật Bản và Ussuri.
Sải cánh dài 9–10 mm. Adults are on the wing từ tháng 6 đến tháng 7 tùy theo địa điểm.
Ấu trùng ăn các loài Betula.